# 想結束這場「我愛你」的遊戲
《想結束這場「我愛你」的遊戲》是有日本漫畫家堂本裕貴所創作的網絡漫畫。於2021年12月在小學館的Sunday Webry連載，於2022年4月書籍化。2025年6月，宣布改編為電視動畫。

## 故事簡介
相互喜歡但不承認的青梅竹馬因為「我愛你」遊戲展開的青春戀愛喜劇。

## 登場人物

### 主要人物
淺蔥優希也
喜歡美玖。小學時很活潑但到了中學以後成了陰角。喜歡動畫和ASMR。
櫻美玖
是優希也的青梅竹馬並喜歡他。小時候借住在優希也家並和他玩「我愛你」遊戲持續到現在。

### 其他人物
浅葱若菜
優希也的妹妹。剛上初中。喜歡少女漫畫。
白百合風音
與櫻美玖她們在同一所學校的學生會長。被同學稱為「血腥白百合」。與驅流為青梅竹馬並喜歡他。稱美玖為師傅。
千草驅流
風音的青梅竹馬。學生會的庶務。喜歡棒球和風音。
花葉雛子
大學三年級。在kanade咖啡店工作。會給優希也一些建議。
東雲匡流
美玖的舅舅。kanade咖啡店的老闆。
萌木菜月
美玖中學時認識的好朋友。家裡開和菓子店。經常稱自己為姊姊，實則每次都會搞砸。看出美玖和優希也兩情相悅並會捉弄她們。
蘇芳紅音
櫻美玖的朋友。大家都叫她音仔，本人似乎不喜歡這個稱號。在美玖的介紹下與優希也成為朋友。
柳茉莉花
櫻美玖的朋友。她不像菜月那樣，是一個名副其實的大姊姊。擁有很敏銳的直覺。
小栗芽衣
踢球超級快。和她聊天會十分開心。做事十分的認真。
卯之花梨生
是一個十分隨性的人。
飯柴隼人
坐在優希也的後面。是一個陽光男孩。
近政陸空
和遼太郎的關係十分好。雖然說話直但其實不是壞人。
藤遼太郎
很有領導力。但時常不知道他在想什麼。
山吹陽鬥
帥哥。似乎喜歡美玖。

## 出版书籍
| 卷数 | 小學館         | 小學館                 | 長鴻出版社    | 長鴻出版社             |
| 卷数 | 发售日期       | ISBN                   | 發售日期      | ISBN                   |
| ---- | -------------- | ---------------------- | ------------- | ---------------------- |
| 1    | 2022年4月12日  | ISBN 978-4-09-851047-4 | 2023年6月28日 | ISBN 978-6-26-007801-0 |
| 2    | 2022年8月12日  | ISBN 978-4-09-851220-1 | 2024年4月10日 | ISBN 978-6-26-008661-9 |
| 3    | 2022年12月12日 | ISBN 978-4-09-851525-7 | 2024年4月10日 | ISBN 978-6-26-008662-6 |
| 4    | 2023年5月12日  | ISBN 978-4-09-852059-6 | 2024年5月2日  | ISBN 978-6-26-008765-4 |
| 5    | 2023年12月12日 | ISBN 978-4-09-853053-3 | 2024年7月17日 | ISBN 978-6-26-008972-6 |
| 6    | 2024年4月10日  | ISBN 978-4-09-853254-4 | 2024年10月2日 | ISBN 978-6-26-009223-8 |

## 腳註

## 外部連接
- 漫畫連載網站 （日語）
- 堂本裕貴的X（前Twitter）（日語）